# 蘇氏蘇通鱸
蘇氏蘇通鱸，為輻鰭魚綱鱸形目鱸亞目鮨科的其中一種，分布於西印度洋區的坦尚尼亞及葛摩海域，棲息深度1-61公尺，體長可達7.8公分，為底棲性魚類，屬肉食性，生活習性不明。